# Johann Gottlob Wilhelm Steckel
Johann Gottlob Wilhelm Steckel (* 16. März 1781 in Wippra; † 23. Juli 1846 in Bremen) war ein deutscher Pädagoge.

## Biografie
Steckel war das jüngste Kind eines Schneiders. Seine armen Eltern verlor er früh. Nach einem Aufenthalt im Waisenhaus der Franckeschen Stiftungen in Halle, die ihn sehr prägte, studierte er seit 1799 Theologie dann Mathematik, Naturwissenschaften und neue Sprachen an der Universität Leipzig. Dabei und danach unterrichtete er nebenbei junge Engländer und war von 1804 bis 1814 Hauslehrer.
Um 1814 kam er nach Bremen. Er arbeitete als Korrespondent für ein Handelshaus und erteilte dann als Hauslehrer privaten Unterricht in verschiedenen Fächern. 1822 erhielt er auf Grund der Vermittlung eines fortschrittlichen Pastors eine Anstellung als Pädagoge und Leiter des Bremer Lehrerseminars, das seit 1821 von der Stadt geführt wurde. Er war zudem Englischlehrer an der Vorschule. Es gelang ihm nicht eine Stelle an der Hauptschule Bremen zu erhalten.
Steckel gründete um 1830 den literarisch-wissenschaftlichen Verein Euphrosyne, der für eine „moralische Gesellschaft“ nach „gegenseitiger Ausbildung für das Wahre Gute und Schöne“ strebte. (Die Charite Euphrosyne war die Göttin der Anmut in der griechischen Mythologie.) Neben Stecker als Vorsitzender waren vier weitere Pädagogen, ein Arzt und drei ältere Staatsdiener an der Gründung beteiligt. Die Gesellschaft erhielt einen legendären Ruf, weit über die Hansestadt hinaus. Aus ihren Reihen gingen eine Reihe führender Männer der Bildungsreformen des 19. Jahrhunderts hervor. Erst mit den grundlegenden Schulreformen nach den Revolutionen von 1848 gelang auch der Durchbruch der Volksschulreform im Sinne von Steckel.